# Sibirische Föderale Universität
Die Sibirische Föderale Universität (SFU) ist eine Universität in der Stadt Krasnojarsk, Sibirien, Russland. Sie wurde im Jahr 2006 durch den Zusammenschluss mehrerer Bildungs- und Wissenschaftseinrichtungen in der Region gegründet. Die SFU ist eine der größten und renommiertesten Universitäten in Sibirien.